# Helicopis nigromaculata
Helicopis nigromaculata är en fjärilsart som beskrevs av Le Moult 1939. Helicopis nigromaculata ingår i släktet Helicopis och familjen Riodinidae. Inga underarter finns listade i Catalogue of Life.